# Фудбалски савез Чехословачке
Чехословачки фудбалски савез (чеш. Československý svaz fotbalový  (ČSSF)), је организација која је управљала фудбалом у Чехословачкој. Организација је настала 1919. године, када је генерална скупштина Чешког фудбалског савеза променила име у вези са стварањем Чехословачке. Укључивао је све чешке, словачке и русинске фудбалске клубове из Подкарпатске Русије. На овај начин савез је деловао до 1938. године, када је основан Словачки фудбалски савез и када је тадашњем Чехословачком фудбалском савезу враћен првобитни назив, односно Чешки фудбалски савез.
После Другог светског рата оба национална савеза су се спојила у Чехословачки фудбалски савез (ЧСАФ). Међутим, ово удружење је престало да постоји 1948. године и постепено је мењало име након учлањења у друге организације, и то:[1]:
- 1948–1952 – фудбалско одељење чехословачке општине Сокол
- 1952–1957 – Скраченица СВТВС[p 1]
- 1957–1969 – Централна скраченица ČSTV[p 2]
- 1968–1969 – Чехословачки фудбалски савез
- 1970–1974 – Чехословачки фудбалски савез

Име Чехословачког фудбалског савеза промењено је 1975. године. До 1990. године Чехословачки фудбалски савез је коришћен за домаћу употребу, али за међународну употребу, користио се назив под којим је Чехословачка била чланица ФИФА, односно Чехословачки фудбалски савез. Поред тога, коришћен је за презентацију у иностранству упркос свим променама у називу организације у самој Чехословачкој.

## Председници
- 1983 - 1990, Рудолф Коцек
- 1990 - 1992, Вацлав Јира